# Bão Goni (2015)
Bão Goni, hay còn được biết đến ở Philippines với cái tên Ineng, là 1 cơn bão hoạt động song song với một siêu bão mạnh khác trong tháng 8 năm 2015 và là cơn bão thứ 15 của Mùa bão Tây Bắc Thái Bình Dương 2015. 

## Cấp bão
Cấp bão (Việt Nam): Cấp 15 - Bão cuồng phong.
Cấp bão (Nhật Bản): 95 hải lý/giờ - Bão cuồng phong; Áp suất: 935 mbar (hPa).
Cấp bão (Hoa Kỳ): 115 hải lý/giờ - Bão cuồng phong cấp 4.

## Lịch sử khí tượng
Goni hình thành từ một vùng thấp cách Guam không xa và đã tấn công Quần đảo Mariana. Từ đó, bão mạnh lên nhanh chóng và trở thành cơn cuồng phong thứ 9 trong năm. Cơn bão đã đe dọa Đài Loan, Trung Quốc và Philippines trong bối cảnh siêu bão Soudelor vừa tấn công ba nước này vào tuần trước đó